# Confianza ciega
Confianza ciega es el nombre de un reality show que fue emitido por la cadena española Antena 3 en 2002. El programa, presentado por Francine Gálvez, se grabó en verano de 2001 en Portugal y se emitió entre el 27 de enero y el 20 de abril de 2002. En el año 2004 fue rescatado por Cosmopolitan TV que hizo su propio montaje, más corto, en 11 episodios y un epílogo. En 2020, tras un acuerdo de Amazon y Zeppelin TV, Confianza Ciega también se difunde a través de la plataforma en streaming Amazon Prime Video, con el montaje inicial de Antena 3.
Posteriormente a la emisión del programa se emitía un debate conducido por Juan Ramón Lucas, con comentaristas conocidos como Juan y Medio o Lydia Lozano.

## Formato
Consistía en separar a los integrantes de 4 parejas sentimentales en dos casas diferentes. Por un lado, la azul para los chicos y, por otro, la amarilla para las chicas, donde eran tentados.
Se les puso a prueba de dos formas. Por una parte, resistiéndose a los encantos de los seductores y seductoras que les acompañan en sus casas. Por otra, manteniendo su confianza en su pareja al visionar vídeos de la estancia de sus respectivas parejas, sin saber si estos estaban manipulados o no. El premio era tan simple como consolidar la relación si se superaba la prueba del programa, al mantener la confianza, y una cantidad en metálico.

## Confianza ciega (2002)
La edición fue dirigida por Roberto Ontiveros y presentada por Francine Gálvez. Además, los debates fueron presentados por Juan Ramón Lucas y dirigidos por Pedro Rodríguez Gómez.

### Participantes
| Parejas           | Residentes  | Edad         | Clasificación       |
| ----------------- | ----------- | ------------ | ------------------- |
| Carolina e Israel | León        | 24 y 22 años | Ganadores           |
| Nube y Rafa       | Granada     | 20 y 21 años | Finalistas          |
| Mónica y Jon      | Madrid      | ¿?           | Abandono voluntario |
| Luis y María José | Barcelona   | 26 y 37 años | Abandono voluntario |
| Seductoras        | Seductoras  | Seductores   | Seductores          |
| Alba Greco (†)    | Ángela Peña | Adrián       | Genaro              |
| Helena            | Irene       | Jean Martins | Michel              |
| Lorena Gómez      | Rebeca      | Óscar Rey    | Pedro               |
| Sonia             | Susana      | Saendy       | -                   |

### Resumen
Aunque llegaran hasta la final, Nube y Rafa decidieron acabar su relación, ya que el seductor Óscar hizo mella en la chica argentina. Por su parte, la pareja formada por Luis y María José se arrepintió de haber entrado en el programa, ya que no era como ellos habían pensado, por lo que abandonaron. Sus sustitutos, Jon y Mónica, llevados por la pasión de sus respectivos enfados, decidieron también abandonar para aclarar sus problemas fuera del programa. Finalmente, la pareja ganadora resultó ser la originaria de León, Carolina e Israel, ya que fueron los únicos que no se dejaron tentar por la seducción en el programa y que se mantuvieron hasta el final del mismo.